# Galina Gorochova
Galina Jevgenjevna Gorochova (Russisch: Галина Евгеньевна Горохова) (Moskou, 31 augustus 1938) is een Sovjet-Russisch schermer.
Gorochova won met de Sovjetploeg vier olympische medailles drie gouden en één zilveren, Gorochova won in 1972 Olympisch brons individueel. Gorochova werd in 1965 en 1970 wereldkampioen individueel en zevenmaal met het team.

## Resultaten

### Olympische Zomerspelen
| Jaar | Plaats      | Resultaten            |
| ---- | ----------- | --------------------- |
| 1960 | Rome        | floret team 4e floret |
| 1964 | Tokio       | floret team 4e floret |
| 1968 | Mexico-stad | floret team 6e floret |
| 1972 | München     | floret team floret    |

### Wereldkampioenschappen schermen
| Jaar | Plaats       | Resultaten           |
| ---- | ------------ | -------------------- |
| 1958 | Philadelphia | floret team          |
| 1959 | Boedapest    | floret team · floret |
| 1961 | Turijn       | floret team          |
| 1962 | Buenos Aires | floret · floret team |
| 1963 | Gdańsk       | floret team          |
| 1965 | Parijs       | floret · floret team |
| 1966 | Moskou       | floret team · floret |
| 1967 | Montreal     | floret team          |
| 1969 | Havana       | floret team          |
| 1970 | Ankara       | floret · floret team |
| 1971 | Wenen        | floret team          |

1960: Gorochova, Petrenko, Proedskova, Rastvorova, Sjisjova, Zabelina ·
1964: Juhász-Nagy, Marosi, Mendelényi-Ágoston, Sákovics-Dömölky, Ildikó Ujlaki-Rejtő ·
1968: Gorochova, Petrenko-Samoesenko, Novikova, Tsjirkova, Zabelina ·
1972: Belova-Novikova, Gorochova, Petrenko-Samoesenko, Tsjirkova, Zabelina ·
1976: Belova-Novikova, Giljazova, Knjazeva, Sidorova, Nikonova ·
1980: Begard, Brouquier, Gaudin, Muzio, Trinquet ·
1984: Bischoff, Funkenhauser, Hanisch, Weber, Wessel ·
1988: Bau, Fichtel, Funkenhauser, Klug, Weber ·
1992: Bianchedi, Bortolozzi, Trillini, Vaccaroni, Zalaffi ·
1996: Bortolozzi, Trillini, Vezzali ·
2000: Bianchedi, Giacometti, Trillini, Vezzali ·
2008: Boiko, Lamonova, Nikichina, Sjanajeva ·
2012: Errigo, Di Francisca, Salvatori, Vezzali ·
2020: Deriglazova, Zagidoellina, Korobejnikova, Martjanova ·
2024: Dubrovich, Kiefer, Scruggs, Weintraub